# Homoneura ripicola
Homoneura ripicola är en tvåvingeart som beskrevs av Kim 1994. Homoneura ripicola ingår i släktet Homoneura och familjen lövflugor. Inga underarter finns listade i Catalogue of Life.